# زردپره خاکستری
زردپره خاکستری (نام علمی: Emberiza variabilis) نام یک گونه از سرده زردپره‌های معمولی است.

## نگارخانه

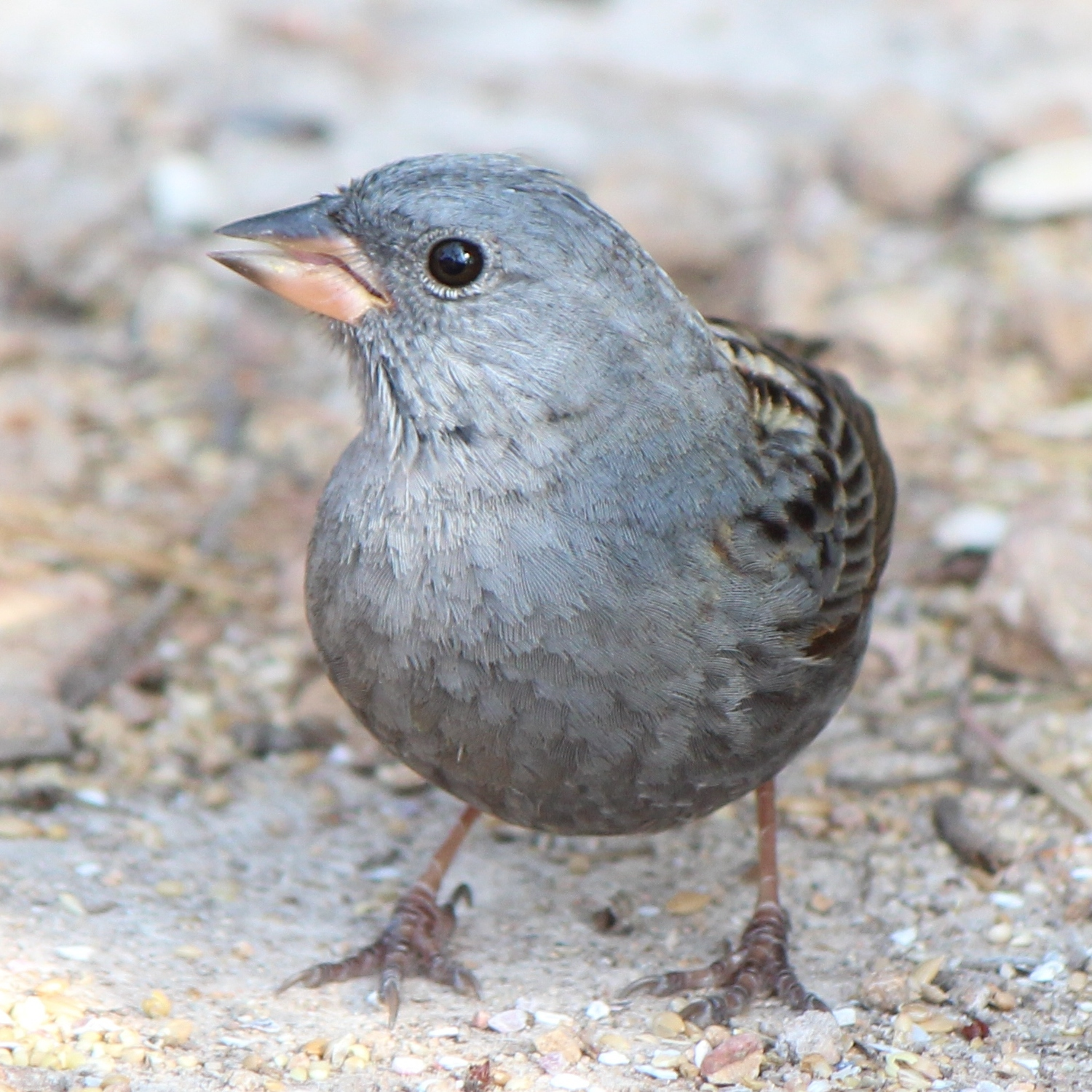
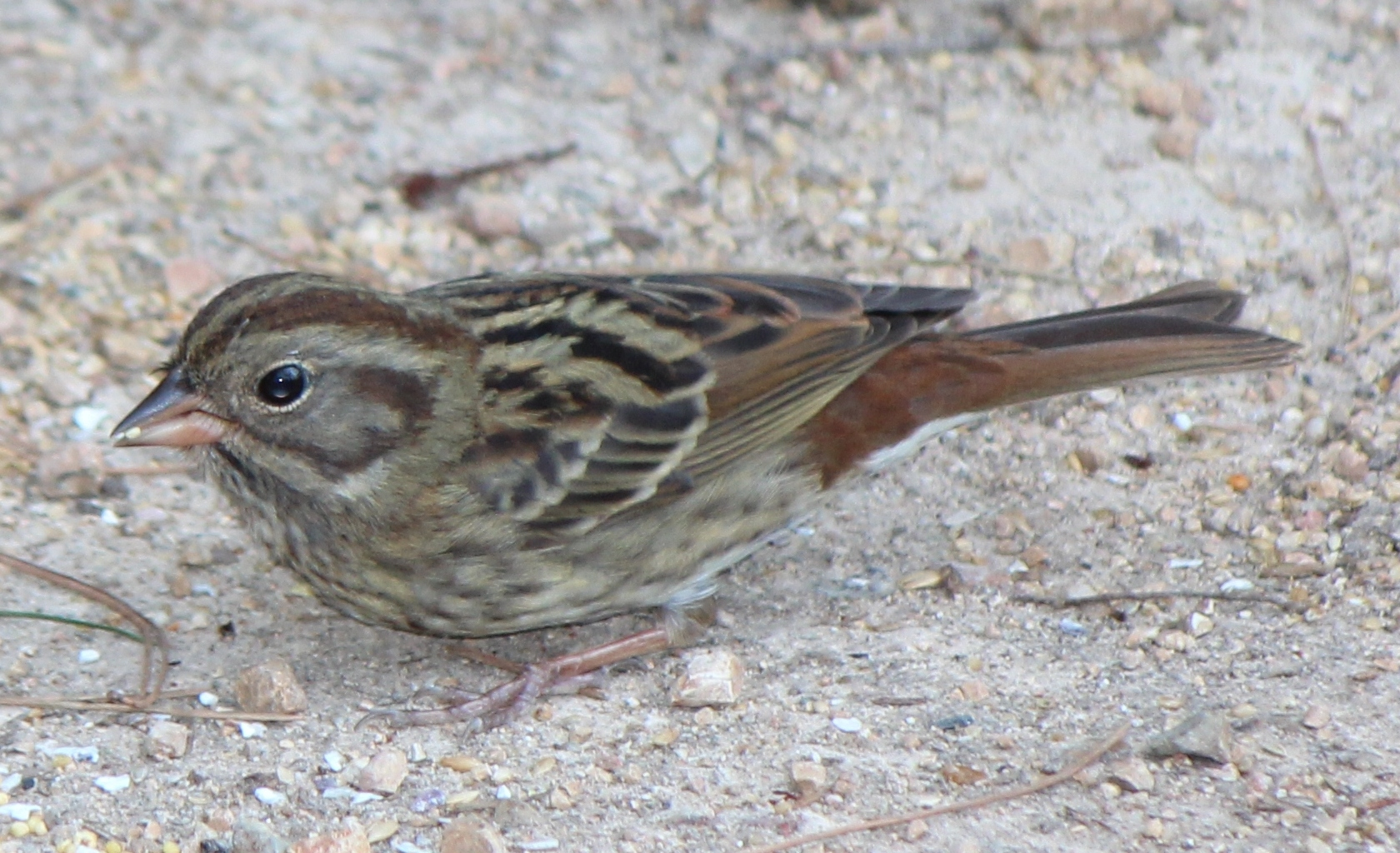
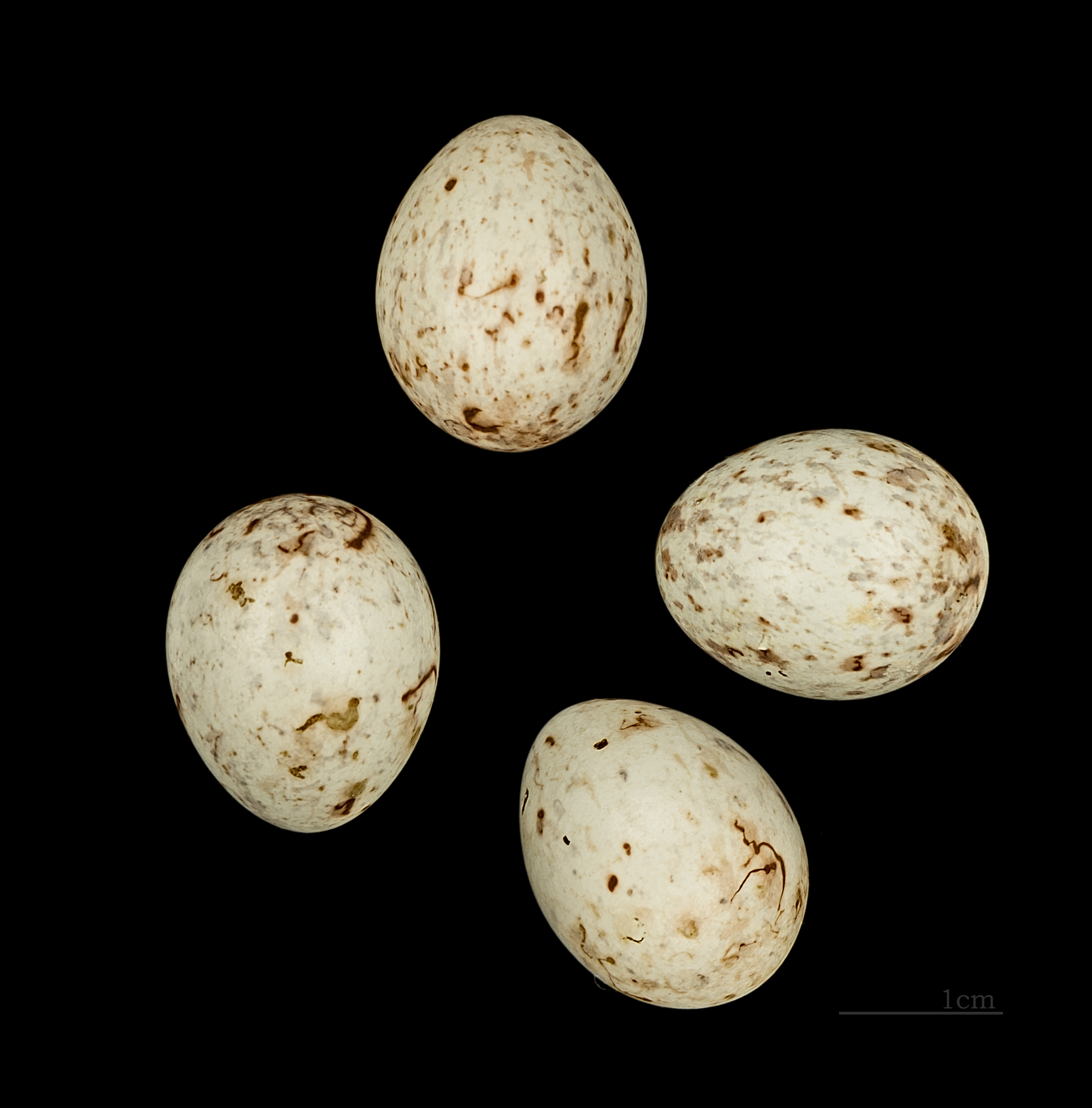